# Абашевське сільське поселення (Чебоксарський район)
Аба́шевське сільське поселення (рос. Абашевское сельское поселение) — муніципальне утворення у складі Чебоксарського району Чувашії, Росія. Адміністративний центр — село Абашево.

## Населення
Населення — 1748 осіб (2019, 1960 у 2010, 1954 у 2002).

## Склад
До складу поселення входять такі населені пункти:
| Населений пункт       | Населення, осіб (2002) | Населення, осіб (2010) |
| --------------------- | ---------------------- | ---------------------- |
| Абашево, село         | 769                    | 838                    |
| Байсубаково, присілок | 267                    | 266                    |
| Езеккаси, присілок    | 93                     | 76                     |
| Завражне, присілок    | 155                    | 161                    |
| Кличево, присілок     | 585                    | 528                    |
| Моштауші, присілок    | 85                     | 91                     |